# 1993
Het jaar 1993 is een jaartal volgens de christelijke jaartelling.

## Gebeurtenissen
januari
- 1 - Tsjecho-Slowakije wordt gesplitst in twee afzonderlijke staten, Tsjechië en Slowakije.
- 12 - De Belgische wet die de vrijheidsberoving voorziet van landlopers, bedelaars en souteneurs, wordt ingetrokken.
- 20 - Bill Clinton volgt als 42e president van de Verenigde Staten George H.W. Bush op.

februari
- 12 - In Liverpool vindt de moord op de 2-jarige James Bulger plaats. Twee jongens van 10 jaar oud ontvoeren de peuter in een winkelcentrum, waarna ze hem bij een spoorlijn martelen en vermoorden.
- 26 - Het World Trade Center in New York wordt getroffen door een bomaanslag. Een autobom, die geparkeerd stond onder de noordelijke toren, gaat af en doodt zes mensen. Meer dan duizend anderen raken gewond.

maart
- De Rotterdamse bisschop Bär treedt plotseling af, in de Affaire-bisschop Bär.
- 1 - Suriname ondertekent het vrouwenverdrag.
- 1 - België schaft de wet op de landloperij af.
- 11 - Het Europese parlement veroordeelt Griekenland voor de behandeling van dienstweigeraars als misdadigers. Erkende gewetensbezwaarden moeten in Griekenland tweemaal zo lang dienen als dienstplichtig militairen.
- 20 - Bomaanslag in Warrington (Noordwest-Engeland): Een bom van de IRA ontploft in het stadscentrum van Warrington. Twee kinderen laten hierbij het leven: Jonathan Ball (3) en Tim Parry (12).
- 22 - Intel brengt de eerste Pentium-chip (80586) uit.
- 27 - De Chinese partijleider Jiang Zemin wordt ook president.
- 31 - Door een fout in een computerprogramma van Richard Depew wordt een artikel naar 200 nieuwsgroepen tegelijk gestuurd. Joel Furr bedenkt de term spamming om het incident te beschrijven.
- maart - Tanden en schedelfragmenten van de Nanjingmens worden gevonden in de Huludong grot in het Tangshan-gebergte ongeveer 26 km ten oosten van Nanjing.

april
- Frans Tutuhatunewa volgt Johannes Alvarez Manusama op als president in ballingschap van de Republik Maluku Selatan (RMS)
- 12 - Pete Sampras lost Jim Courier na 27 weken af als nummer één op de wereldranglijst der tennisprofessionals; de Amerikaan moet die positie na 19 weken weer afstaan aan zijn landgenoot.
- 19 - Bij de bestorming van hun ranch in Waco (Texas) komen 80 leden van de Branch Davidians om het leven. Vermoed wordt, dat de meesten zelfmoord hebben gepleegd. De sekte werd al wekenlang door de FBI belegerd.
- 22 - De eerste browser voor het World Wide Web komt uit: Mosaic versie 1.0.
- 24 - Rolf Järmann wint de 28ste editie van de Amstel Gold Race.
- 27 - Het vliegtuig met de nationale voetbalploeg van Zambia aan boord stort neer op weg naar een wedstrijd in Senegal nabij Libreville in Gabon. Geen van de 30 inzittenden overleeft de crash. Normaal zou Charly Musonda van RSC Anderlecht op de vlucht moeten zitten, maar hij was door een blessure niet aan boord. Ook Joe Bwalya (Cercle Brugge) overleefde omdat hij op eigen houtje naar Senegal zou gaan.
- 29 - Buckingham Palace wordt voor de eerste maal geopend voor het publiek.

mei
- 1 - XS4ALL begint als eerste ISP voor particulieren in Nederland.
- 2 - Rusland verslaat Zweden met 3-1 in de finale van het wereldkampioenschap ijshockey voor A-landen in Duitsland.
- 3 - Als eerste dorp in Nederland wordt Barsingerhorn door de provincie Noord-Holland als beschermd dorpsgezicht aangewezen.
- 12 - De Nationale Assemblée van Suriname bekrachtigt de benoeming van Arthy Gorré tot bevelhebber van het Nationale Leger. Twee dagen later geven Iwan Graanoogst en andere Boutersegetrouwen hun verzet op en dienen hun ontslag in.
- 14 - Estland en Litouwen worden lid van de Raad van Europa.
- 16 - Voetbalclub VVV-Venlo wordt voor de eerste keer in de clubhistorie kampioen van de Nederlandse Eerste divisie.
- 16 - HC Bloemendaal stelt op de slotdag van de reguliere competitie de landstitel in de Nederlandse hockeyhoofdklasse veilig door HDM met 4-1 te verslaan.
- 21 - Koningin Beatrix opent de spoorlijn Amsterdam RAI–Weesp, het laatste gedeelte van de Schiphollijn waarvan het eerste gedeelte in 1978 werd geopend. Deze Zuidtak is de laatste spoorlijn die nog volledig onder gezag van de N.V. Nederlandse Spoorwegen gebouwd is.
- 23 - De hockeysters van HGC winnen de landstitel in de Nederlandse hockeyhoofdklasse door Amsterdam na strafballen (3-0) te verslaan in het tweede duel uit de finale van de play-offs.
- 24 - De onafhankelijkheid van het Afrikaanse Eritrea. De nieuwe staat wordt erkend door Ethiopië, Italië en de Verenigde Naties. Alle belangrijke staatsfuncties worden bekleed door dictator Isaias Afewerki.
- 28 - Edmund Stoiber wordt minister-president van Beieren.
- 31 - Dankzij een 0-5 overwinning bij FC Groningen wordt voetbalclub Feyenoord voor de 13e keer in haar bestaan landskampioen van Nederland.

juni
- 7 - in Banja Luka, Noord-Bosnië, worden in de vroege morgen alle moskeeën opgeblazen, waaronder de beroemde Ferhadija-moskee.
- 14 - Het Vlaamse dagblad Het Volk brengt de grootste krant ooit uit met afmetingen van 142 bij 99,5 cm.
- 25 - Kim Campbell wordt de eerste vrouwelijke premier van Canada na 18 mannelijke voorgangers.
- 27 - De Amerikaanse president Bill Clinton beveelt een raketaanval op het Iraakse hoofdkwartier van de inlichtingendienst in het district Al-Mansoer in Bagdad, als vergelding voor de moordpoging op voormalig Amerikaans president George H.W. Bush tijdens diens bezoek aan Koeweit in april.
- 29 - De laatste Kuifje, nummer 26 van de 48e jaargang, verschijnt.

juli
- 2 - Bloedbad van Sivas (Turkije): tijdens een cultureel festival van de Alawieten komen 37 mensen, onder wie een Nederlandse, om bij een hotelbrand, aangestoken door een islamitisch-fundamentalistische menigte.
- 10 - Benoeming van Frans Wiertz tot bisschop van Roermond.
- 14 - Het proces van de Belgische staatshervorming, begonnen in 1970, wordt afgewerkt met de vierde grondwetswijziging. De Belgische staat wordt een volwaardige federale staat. De Gemeenschappen en Gewesten krijgen al hun bevoegdheden toegewezen. Om 19:31 ging het Belgische Parlement over tot de eindstemming. De eerste zin van het eerste artikel in de grondwet veranderde van "België is ingedeeld in provincies" naar "België is een federale Staat, samengesteld uit de gemeenschappen en de gewesten".
- 25 - Miguel Indurain wint de tachtigste editie van de Ronde van Frankrijk. Het is de derde eindoverwinning op rij voor de Spaanse wielrenner.
- 29 - John Demjanjuk, de vermeende beul van Treblinka, wordt vrijgesproken door het Israëlische hooggerechtshof
- 31 - Koning Boudewijn van België overlijdt aan een hartstilstand in zijn buitenverblijf in het Spaanse Motril.

augustus
- 9 - Inauguratie van Albert, de broer van de overleden Koning Boudewijn, tot koning Albert II der Belgen.
- 21 - Drie dagen voordat hij in een baan rond Mars moet komen verliest NASA het radiocontact met Mars Observer.
- 27 t/m 29 - Eerste editie van A Campingflight to Lowlands Paradise, een popfestival in Biddinghuizen.
- 31 - Wittekerke wordt voor het eerst uitgezonden op VTM.

september
- 7 - Ten overstaan van honderdduizend gelovigen draagt paus Johannes Paulus II een mis op bij de Heuvel der Kruisen in Litouwen.
- 10 - Het Nederlandse team wordt wereldkampioen bridge.
- 13 - Yitzchak Rabin en Yasser Arafat ondertekenen de Oslo-akkoorden in Washington D.C. Met dit vredesakkoord krijgen de Palestijnen zelfbestuur in de door Israël bezette Palestijnse Gebieden.
- 14 - Prins Norodom Sihanouk wordt weer koning van Cambodja.
- 15 - De Willemsspoortunnel in Rotterdam wordt officieel geopend.
- 27 - De val van Soechoemi leidt tot etnische zuiveringen tegen Georgiërs in Abchazië.
- 29 - In de Indiase deelstaat Maharashtra komen ruim 10 000 mensen om bij een aardbeving.

oktober
- 2 - RTL 5 begint met uitzendingen. RTL 5 is de tweede zender van RTL Group die zich op Nederland richt.
- 3 - Tegenstanders van Boris Jeltsin, die het Russische parlementsgebouw bezet hielden, worden door het leger verdreven.
- 3 - Het Amerikaanse leger beleeft zijn zwaarste vuurgevecht sinds de Vietnamoorlog. In de straten van Mogadishu (Somalië) vechten op 3/4 oktober Amerikaanse soldaten (Rangers & Delta Force) voor hun leven. Gevolg: de wereld geschokt en verbaasd, en de VS trekken zich uit het straatarme Somalië terug.
- 27 - Nadat minister Maij-Weggen een carpoolstrook langs de A1 in gebruik heeft gesteld, laat een van haar voorgangers, Tjerk Westerterp, zich als automobilist zonder passagiers bekeuren. Dit om een proefproces uit te lokken.

november
- 1 - Het verdrag van Maastricht treedt in werking. Officiële oprichting van de Europese Unie.
- 4 - Na verlies van de conservatieven bij de Canadese verkiezingen wordt de liberaal Jean Chrétien de nieuwe premier.
- 18 - 21 politieke partijen keuren de nieuwe grondwet van Zuid-Afrika goed.
- 18 - De nieuwe president van Nigeria, generaal Sani Abacha, stuurt de interim-regering naar huis na het opstappen van president Ernest Shonekan.
- 24 - Robert Thompson en John Venables, die op 12 februari in het Verenigd Koninkrijk de tweejarige James Bulger vermoordden, worden veroordeeld tot een opsluiting van onbepaalde duur.

december
- 2 - De schatrijke Colombiaanse crimineel Pablo Escobar wordt daags na zijn 44e verjaardag geliquideerd.
- 2 - Astronauten repareren een optische fout in de ruimtetelescoop Hubble.
- 6 - Heroprichting van Radio ABC door twee zonen van de vermoorde André Kamperveen.
- 10 - id Software brengt het 3D videospel Doom uit.
- 15 - Het Verenigd Koninkrijk verbindt zichzelf tot het zoeken naar een oplossing voor Noord-Ierland met de Declaratie van Downing Street.
- 22 - De Aboriginals krijgen grondrechten.
- 30 - Er ontstaan diplomatieke relaties tussen Israël en het Vaticaan.
- 31 - De eerste aflevering van de comedy Het Zonnetje in Huis wordt uitgezonden.

zonder datum
- Er ontstaat een breuk in de wereld schaakbond FIDE als wereldkampioen Garri Kasparov zich afscheidt.

## Muziek

### Klassieke muziek
- 7 januari: eerste uitvoering van Gong van Poul Ruders
- 28 januari: eerste uitvoering van Symfonie nr. 1 van Sally Beamish
- 5 februari: eerste uitvoering van Symfonie nr. 4 van Witold Lutosławski
- 5 juni: eerste uitvoering van Tim Lin van Sally Beamish
- 17 oktober: eerste uitvoering van Life story van Thomas Adès
- 25 oktober: eerste uitvoering van  Action, Passion en Illusion van Erkki-Sven Tüür
- 7 november: eerste uitvoering van Concerto for two pianos and orchestra van Johan Kvandal
- 30 november: eerste uitvoering van Kun talo alkaa soida van Ilkka Kuusisto

### Populaire muziek
Bestverkochte singles in Nederland:
1. René Klijn - Mr. Blue
2. 2 Unlimited - No Limit
3. 4 Non Blondes - What's Up?
4. Haddaway - What Is Love
5. Whitney Houston - I Will Always Love You
6. Meat Loaf - I'd Do Anything for Love (But I Won't Do That)
7. Ace of Base - All That She Wants
8. UB40 - (I Can't Help) Falling In Love With You
9. Roots Syndicate - Mockin' Bird Hill
10. Dire Straits - Encores

Bestverkochte albums in Nederland:
1. Soundtrack - The Bodyguard
2. Eric Clapton - Unplugged
3. Golden Earring - The Naked Truth
4. ABBA - Gold: Greatest Hits
5. Paul de Leeuw - Plugged
6. René Froger - Sweet Hello's & Sad Goodbyes
7. Eros Ramazzotti - Tutte Storie
8. Paul de Leeuw - Van U Wil Ik Zingen
9. Bon Jovi - Keep The Faith
10. Dire Straits - On The Night

## Beeldende kunst

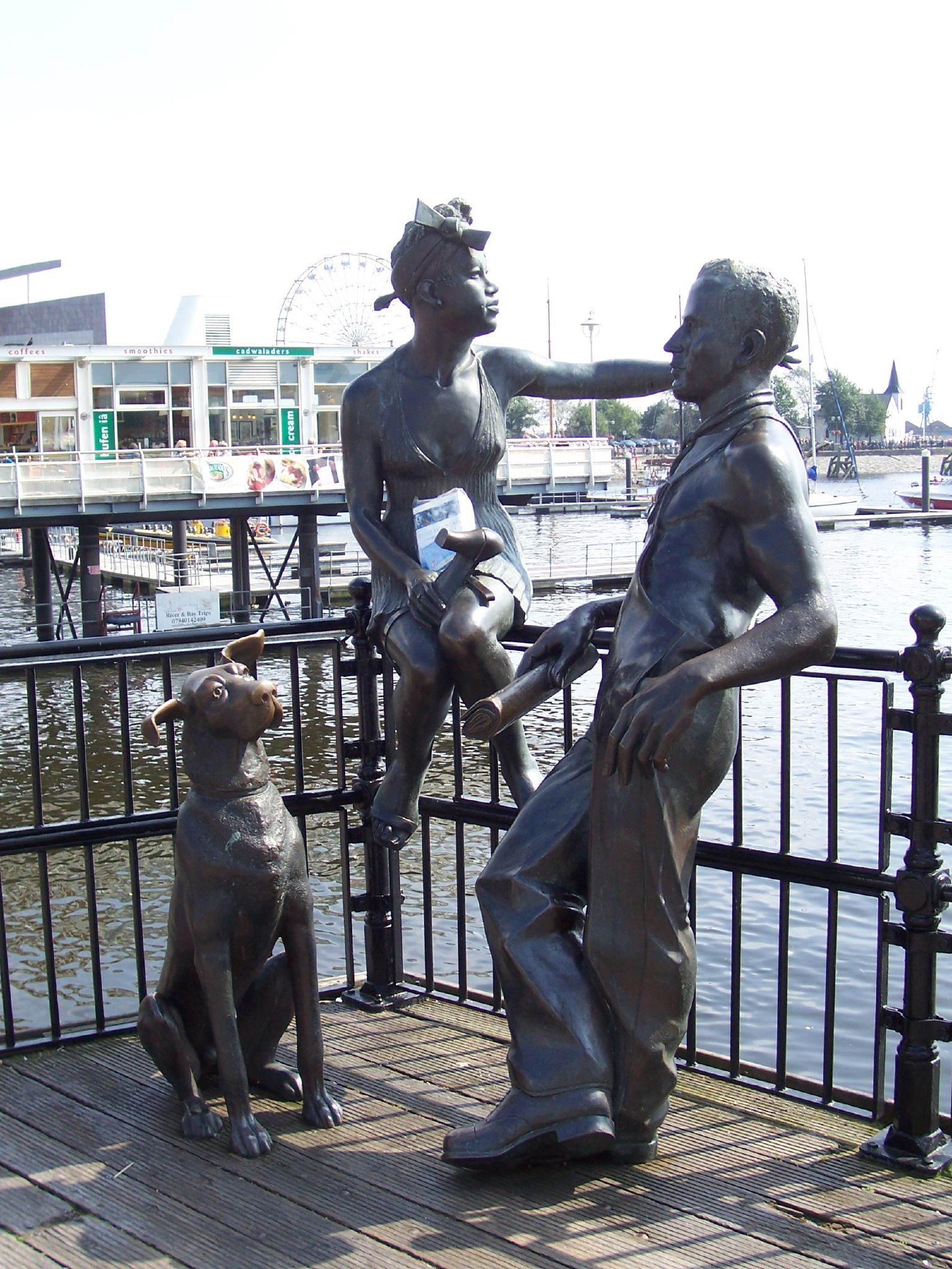
People Like Us (1993) John Clinch, Cardiff

## Bouwkunst

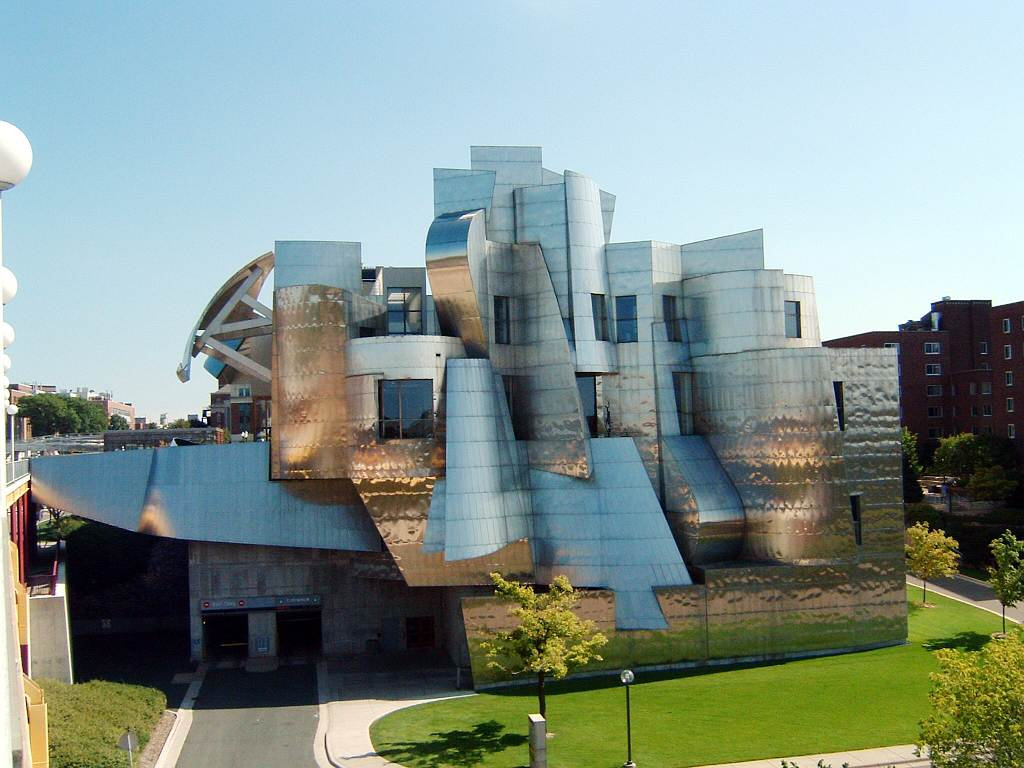
Weisman Art Museum, Minneapolis Frank Gehry

## Geboren

### Januari
- 1 - Abdoulaye Doucouré, Frans-Malinees voetballer
- 1 - Sifan Hassan, Nederlands atlete
- 1 - Michael Olaitan, Nigeriaans voetballer
- 2 - Rebekka Haase, Duits atlete
- 2 - Daniel Huber, Oostenrijks schansspringer
- 3 - Bruno Pelissari, Braziliaans voetballer
- 3 - Shi Jinglin, Chinees zwemster
- 4 - Wessel Broekhuis, Nederlands schrijver
- 4 - Denis Dupont, Belgisch autocoureur
- 5 - Ashton Baumann, Canadees zwemmer
- 5 - Valentine Kipketer, Keniaans atlete
- 6 - Anna Gyarmati, Hongaars snowboardster
- 8 - Tang Yi, Chinees zwemster
- 9 - Luis Michael Dörrbecker, Mexicaans autocoureur
- 9 - Katarina Johnson-Thompson, Brits atlete
- 9 - Kevin Korjus, Estisch autocoureur
- 9 - Aminata Savadogo, Lets zangeres
- 9 - Matthew Steenvoorden, Nederlands voetballer
- 11 - Manuel Faißt, Duits noordse combinatieskiër
- 11 - Julian Lüftner, Oostenrijks snowboarder
- 12 - Cynthia Bolingo Mbongo, Belgisch atlete
- 12 - Belle Brockhoff, Australisch snowboardster
- 12 - Shen Xiaoxue, Chinees freestyleskiester
- 12 - Zayn Malik, Engelse singer-song writer, Oud bandlid van One Direction
- 12 - Christoph Zimmermann, Duits voetballer
- 13 - Tyler Barnhardt, Amerikaans voetballer
- 13 - Mats van Huijgevoort, Nederlands voetballer
- 14 - Maria Lasitskene, Russisch atlete
- 14 - Gosia Rdest, Pools autocoureur
- 16 - Magnus Cort, Deens wielrenner
- 17 - Amanda Ilestedt, Zweeds voetbalster
- 17 - José Sá, Portugees voetballer
- 18 - Roxeanne Hazes, Nederlands zangeres en dochter van André Hazes
- 18 - Benito van de Pas, Nederlands darter
- 18 - Juan Fernando Quintero, Colombiaans voetballer
- 19 - Bence Biczó, Hongaars zwemmer
- 19 - Chris Eißler, Duits rodelaar
- 20 - Demish Gaye, Jamaicaans atleet
- 21 - Pieter Braun, Nederlands atleet
- 21 - Clément Mignon, Frans zwemmer
- 22 - Rio Haryanto, Indonesisch autocoureur
- 24 - Mitsunori Takaboshi, Japans autocoureur
- 25 - Amel Majri, Frans voetbalster
- 25 - Iris Mittenaere, Frans model
- 25 - Toma Nikiforov, Belgisch-Bulgaars judoka
- 26 - Alice Powell, Brits autocoureur
- 27 - Filip Zubčić, Kroatisch alpineskiër
- 28 - Éder Álvarez Balanta, Colombiaans voetballer
- 28 - Richmond Boakye, Ghanees voetballer
- 28 - Arnaud Art, Belgisch atleet
- 28 - Will Poulter, Brits acteur
- 29 - Michelle Larcher de Brito, Portugees tennisster
- 29 - Valeri Qazaishvili, Georgisch voetballer
- 30 - Ryan Regez, Zwitsers freestyleskiër

### Februari
- 1 - Loris Baz, Frans motorcoureur
- 1 - Teresa Stadlober, Oostenrijks langlaufster
- 2 - Clemens Aigner, Oostenrijks schansspringer
- 2 - Denzel Slager, Nederlands voetballer
- 3 - Getter Jaani, Estisch zangeres
- 3 - Sajat Karabajev, Kazachs voetbalscheidsrechter
- 3 - Dennis Lind, Deens autocoureur
- 4 - Anouk Vetter, Nederlands atlete
- 6 - Cho (Giovanni Rustenberg), Nederlands rapper
- 6 - Tinashe, Amerikaanse singer-songwriter, muziekproducer, danseres, actrice en model
- 8 - Matej Falat, Slowaaks alpineskiër
- 9 - Mitchell Dijks, Nederlands voetballer
- 9 - Niclas Füllkrug, Duits voetballer
- 11 - Merel van Dongen, Nederlands voetbalster
- 11 - Mustafa Saymak, Turks-Nederlands voetballer
- 12 - Anaïs Chevalier, Frans biatlete
- 13 - Linda Bakker, Nederlands voetbalster
- 13 - Jens Schuermans, Belgisch mountainbiker
- 13 - Uroš Spajić, Servisch voetballer
- 14 - Bram Ghuys, Belgisch atleet
- 16 - Rachel Nicol, Canadees zwemster
- 17 - Martin Cao, Chinees autocoureur
- 17 - Devin Logan, Amerikaans freestyleskiester
- 17 - Jannes Vansteenkiste, Belgisch voetballer
- 17 - Elhaida Dani, Albanees zangeres
- 18 - Daniel Yule, Zwitsers alpineskiër
- 19 - Victoria Justice, Amerikaans zangeres en actrice
- 19 - Sigrid ten Napel, Nederlands actrice
- 19 - Sarah Zadrazil, Oostenrijks voetbalster
- 20 - Dominik Fischnaller, Italiaans rodelaar
- 20 - Erika Vikman, Fins zangeres
- 21 - Davy Klaassen, Nederlands voetballer
- 24 - Andrea Kneppers, Nederlands zwemster
- 25 - Conor Coady, Engels voetballer
- 27 - Abdelati El Guesse, Marokkaans atleet
- 27 - Lucas Jussen, Nederlands pianist
- 27 - Ryder Matos, Braziliaans voetballer
- 27 - Katharina Schiechtl, Oostenrijks voetbalster
- 28 - Emmelie de Forest, Deens zangeres
- 28 - Boef (Sofiane Boussaadia), Frans-Nederlands rapper

### Maart
- 1 - Josh Beaver, Australisch zwemmer
- 1 - Pieter Claus, Belgisch atleet
- 1 - Tilda Lindstam, Zweeds model
- 2 - Steven Odendaal, Zuid-Afrikaans motorcoureur
- 3 - Antonio Rüdiger, Duits voetballer
- 3 - Stine Skogrand, Noors handbalster
- 4 - Lize Feryn, Vlaamse actrice
- 4 - Susan Muskee, Nederlands auteur en stemacteur
- 5 - Tristan Lamasine, Frans tennisser
- 5 - Harry Maguire, Engels voetballer
- 6 - Ning Zetao, Chinees zwemmer
- 7 - Mary Earps, Engels voetbalster
- 7 - Fernando Monje, Spaans autocoureur
- 9 - Nikola Aksentijević, Servisch voetballer
- 9 - George Baldock, Grieks-Engels voetballer (overleden 2024)
- 9 - Roel Boomstra, Nederlands dammer
- 9 - Zakaria Labyad, Nederlands voetballer
- 9 - Stefano Sturaro, Italiaans voetballer
- 10 - Tatiana Calderón, Colombiaans autocoureur
- 10 - Nadia Murad Basee, Iraans (jezidisch) mensenrechtenactiviste en Nobelprijswinnares
- 11 - Fabienne Erni, Zwitsers zangeres en multi-instrumentaliste
- 13 - Simen Hegstad Krüger, Noors langlaufer
- 14 - Nadya Ochner, Italiaans snowboardster
- 15 - Paul Pogba, Frans voetballer
- 15 - Franz-Josef Rehrl, Oostenrijks noordse combinatieskiër
- 16 - Andreas Cornelius, Deens voetballer
- 16 - Jeffrey Hoogland, Nederlands baanwielrenner
- 16 - Davide Re, Italiaans atleet
- 17 - Evan Bogerd, Nederlands organist
- 18 - Wilker Ángel, Venezolaans voetballer
- 18 - Carlo Damman, Belgisch voetballer
- 18 - Conor Laerenbergh, Belgisch voetballer
- 18 - Javier Noblejas, Spaans voetballer
- 18 - Gustav Wikheim, Noors voetballer
- 19 - Hicham Faik, Nederlands-Marokkaans voetballer
- 19 - Hakim Ziyech, Nederlands-Marokkaans voetballer
- 20 - Sloane Stephens, Amerikaans tennisster
- 21 - Jesse Joronen, Fins voetballer
- 21 - María Ólafsdóttir, IJslands zangeres
- 23 - Salomon Nirisarike, Rwandees voetballer
- 24 - Hoàng Quý Phước, Vietnamees zwemmer
- 26 - Grainne Murphy, Iers zwemster
- 27 - Luca Aerni, Zwitsers alpineskiër
- 28 - Matija Nastasić, Servisch voetballer
- 29 - Thorgan Hazard, Belgisch voetballer
- 29 - Jasper Leijdens, Nederlands radio-dj
- 30 - Anitta, Braziliaans zangeres

### April
- 1 - Hannes Van der Bruggen, Belgisch voetballer
- 2 - Lesley de Sa, Nederlands voetballer
- 2 - Hobie Verhulst, Nederlands voetballer
- 2 - Keshorn Walcott, atleet uit Trinidad en Tobago
- 4 - Oskars Ķibermanis, Lets bobsleeër
- 4 - Lorenzo Savadori, Italiaans motorcoureur
- 5 - Madeline Dirado, Amerikaans zwemster
- 5 - Laura Feiersinger, Oostenrijks voetbalster
- 6 - Trevor Jacob, Amerikaans snowboarder
- 7 - Daniel Berger, Amerikaans golfer
- 7 - Sietske Lenchant, Belgisch atlete
- 7 - Faycal Rherras, Marokkaans-Belgisch voetballer
- 8 - Zhou Hang, Chinees freestyleskiër
- 9 - Richárd Bohus, Hongaars tennisser
- 11 - Florin Andone, Roemeens voetballer
- 11 - Giorgi Chanturia, Georgisch voetballer
- 11 - Imke Vervaet, Belgisch atlete
- 13 - Daan Myngheer, Belgisch wielrenner (overleden 2016)
- 14 - Tomine Harket, Noors zangeres
- 14 - Mikel Villanueva, Venezolaans voetballer
- 14 - Daniel Wallace, Brits zwemmer
- 15 - Ludvig Fjällström, Zweeds freestyleskiër
- 15 - Jack Harvey, Brits autocoureur
- 16 - Chen Qian, Chinees zwemster
- 16 - Margot Hallemans, Belgisch actrice
- 16 - Mirai Nagasu, Amerikaans kunstschaatsster
- 17 - Richard Douma, Nederlands atleet
- 17 - Cliff Ellsworth, Nederlands atleet
- 17 - Race Imboden, Amerikaans schermer
- 17 - Robin Lod, Fins voetballer
- 18 - Stefan Baumeister, Duits snowboarder
- 18 - Jurriaan Wouters, Nederlands atleet
- 19 - Lia Wälti, Zwitsers voetbalster
- 20 - Marvin Fritz, Duits motorcoureur
- 20 - Filip Ingebrigtsen, Noors atleet
- 20 - Doris Tislar, Estisch actrice
- 21 - Francesco De Fabiani, Italiaans langlaufer
- 22 - Boglárka Kapás, Hongaars zwemster
- 22 - Bastiaan Rosman, Nederlands presentator
- 24 - Stef Classens, Nederlands gitarist en singer-songwriter
- 25 - Josie Green, Welsh voetbalster
- 25- Aleksandr Ivanov, Russisch snelwandelaar
- 25 - Raphaël Varane, Frans voetballer
- 26 - Young Ellens, Nederlands rapper
- 26 - Jennifer Falk, Zweeds voetbalster
- 28 - Jessica Ashwood, Australisch zwemster
- 28 - Matthew MacDermid, Schots voetbalscheidsrechter
- 28 - Eva Samková, Tsjechisch snowboardster
- 29 - Teije ten Den, Nederlands voetballer
- 30 - Dion Dreesens, Nederlands zwemmer
- 30 - Arnór Ingvi Traustason, IJslands voetballer

### Mei
- 1 - Jean-Christophe Bahebeck, Frans voetballer
- 1 - Chinyere Pigot, Surinaams zwemster
- 4 - Iñigo Lekue, Spaans voetballer
- 4 - Hassan Taftian, Iraans atleet
- 5 - Kathrine Larsen, Deens voetbalster
- 5 - Francine Niyonsaba, Burundees atlete
- 7 - Michelle Couwenberg, Nederlands kunstschaatsster
- 7 - Stefano Denswil, Nederlands voetballer
- 8 - Rick Mackenbach, Nederlands zanger en (musical)acteur
- 9 - Laura Muir, Schots atlete
- 10 - Halston Sage, Amerikaans actrice
- 11 - Sabrina D’Angelo, Canadees voetbalster
- 12 - Hilde Fenne, Noors biatlete
- 12 - Wendy Holdener, Zwitsers alpineskiester
- 13 - Jack Harries, Engels acteur
- 13 - Stefan Kraft, Oostenrijks schansspringer
- 13 - Romelu Lukaku, Belgisch voetballer
- 13 - Michael Matt, Oostenrijks alpineskiër
- 13 - Emma Meesseman, Belgisch basketbalster
- 13 - Cas Peters, Nederlands voetballer
- 13 - Debby Ryan, Amerikaans zangeres en actrice
- 13 - Johannes Rypma, Nederlands zanger
- 14 - Ilan Boccara, Frans-Nederlands voetballer
- 14 - Miranda Cosgrove, Amerikaans actrice en zangeres
- 14 - Kristina Mladenovic, Frans tennisspeelster
- 14 - Oliver Zelenika, Kroatisch voetbaldoelman
- 15 - Jeroen Elferink, Nederlands meteoroloog en weerpresentator
- 15 - Tomáš Kalas, Tsjechisch voetballer
- 16 - Nattanid Leewattanavaragul, Thais autocoureur
- 16 - Steven Solomon, Australisch atleet
- 16 - Emil André Ulsletten, Noors snowboarder
- 17 - Anna Kirschbaum, Duits voetbalster
- 17 - Aku Pellinen, Fins autocoureur
- 17 - Rafa Silva, Portugees voetballer
- 18 - Jessica Watson, Australisch zeiler
- 19 - Kantadhee Kusiri, Thais autocoureur
- 19 - Josef Martínez, Venezolaans voetballer
- 19 - Tess Wester, Nederlands handbalster
- 20 - Caroline Zhang, Amerikaans kunstschaatsster
- 21 - Emily Roberts, Duits zangeres
- 22 - Yina Moe-Lange, Deens alpineskiester
- 23 - Eseosa Aigbogun, Zwitsers voetbalster
- 23 - Camille Laus, Belgisch atlete
- 24 - Artjom Maltsev, Russisch langlaufer
- 25 - Virginia Kirchberger, Oostenrijks voetbalster
- 25 - Nikolay Martsenko, Russisch autocoureur
- 26 - Katerine Savard, Canadees zwemster
- 29 - Richard Carapaz, Ecuadoraans wielrenner
- 31 - Aska Cambridge, Japans atleet
- 31 - Stefan Rusch, Nederlands paralympisch atleet
- 31 - Berhanu Shiferaw, Ethiopisch atleet

### Juni
- 3 - Florian Marino, Frans motorcoureur
- 3 - Ståle Sandbech, Noors snowboarder
- 4 - Ella-June Henrard, Belgisch actrice
- 5 - Laura Giuliani, Italiaans voetbalster
- 5 - Thomas Krief, Frans freestyleskiër
- 5 - Maria Thorisdottir, Noors voetbalster
- 6 - Eddie Cheever III, Italiaans autocoureur
- 6 - Kong Fanyu, Chinees freestyleskiester
- 7 - Emil Bernstorff, Brits-Deens autocoureur
- 7 - George Ezra, Brits singer-songwriter
- 8 - Enzo Knol, Nederlands vlogger
- 8 - DeAnna Price, Amerikaans atlete
- 8 - Ashley Spencer, Amerikaans atlete
- 10 - Ladina Jenny, Zwitsers snowboardster
- 13 - Simona Senoner, Italiaans langlaufster en schansspringster (overleden 2011)
- 13 - Denis Ten, Kazachs kunstschaatser (overleden 2018)
- 14 - Eline de Zeeuw, Nederlands presentatrice en verslaggeefster
- 15 - Carolina Marín, Spaans badmintonster
- 16 - Artur Janosz, Pools autocoureur
- 18 - Ferry van Willigen (Mafe), Nederlands rapper
- 20 - Ishmael Barbara, Maltees voetbalscheidsrechter
- 20 - Jacob Rinne, Zweeds voetballer
- 21 - Martina Carraro, Italiaans zwemster
- 21 - Dylan Groenewegen, Nederlands wielrenner
- 23 - Michelle Jenneke, Australisch atlete
- 24 - Hasanboy Doesmatov, Oezbeeks bokser
- 24 - Brandon Maïsano, Frans autocoureur
- 24 - Stina Nilsson, Zweeds langlaufster
- 26 - Grace Blakeley, Britse journaliste
- 26 - Ariana Grande, Amerikaans zangeres en actrice
- 26 - Hensley Paulina, Nederlands atleet
- 29 - Annette Duetz, Nederlands zeilster
- 29 - Lorenzo James Henrie, Amerikaans acteur
- 29 - Fran Kirby, Engels voetbalster
- 30 - Japhet Kipyegon Korir, Keniaans atleet
- 30 - Pedro Pablo Pichardo, Cubaans atleet
- 30 - Răzvan Umbrărescu, Roemeens autocoureur
- 30 - Andreas Vranken, Belgisch atleet

### Juli
- 1 - Ibrahim Ikililou, Nederlands voetballer
- 1 - Katie Sarife, Amerikaans actrice
- 1 - Nino Tsiklauri, Georgisch alpineskiester
- 4 - Kristian Golomeev, Grieks zwemmer
- 5 - Leonit Abazi, Kosovaars-Albanees voetballer
- 5 - Nic Fink, Amerikaans zwemmer
- 5 - Brian Kamstra, Nederlands wielrenner
- 6 - Clément Parisse, Frans langlaufer
- 6 - Pauline Coatanea, Frans handbalster
- 7 - Gabriel Chaves, Amerikaans autocoureur
- 7 - Cloé Lacasse, Canadees voetbalster
- 7 - Grâce Zaadi, Frans handbalster
- 8 - David Corenswet, Amerikaans acteur
- 8 - Lukas Greiderer, Oostenrijks noordse combinatieskiër
- 12 - Brock Ciarlelli, Amerikaans acteur
- 12 - Lukas Lerager, Deens voetballer
- 14 - Oliver Symons, Belgisch zanger en gitarist
- 14 - Vladimir Zografski, Bulgaars schansspringer
- 15 - Jaka Hvala, Sloveens schansspringer
- 18 - Mats Rits, Belgisch voetballer
- 20 - Måns Grenhagen, Zweeds autocoureur
- 20 - Adam Maher, Marokkaans-Nederlands voetballer
- 20 - Lelde Priedulēna, Lets skeletonster
- 20 - Debrah Scarlett, Noors-Zwitsers zangeres
- 21 - Vincent Gagnier, Canadees freestyleskiër
- 21 - Jamie Nicholls, Brits snowboarder
- 23 - Ayla Ågren, Noors-Zweeds autocoureur
- 23 - Kathryn Gallagher, Amerikaans actrice en zangeres
- 23 - Maxime Lupker (Maxje), Nederlands rapster en vlogster
- 23 - Regard, Kosovaars-Albanees dj en muziekproducent
- 24 - Vera Siemons, Nederlands radio-dj en podcastmaker
- 26 - Elizabeth Gillies, Amerikaans zangeres en actrice
- 26 - Danny van Poppel, Nederlands wielrenner
- 27 - Sage Kotsenburg, Amerikaans snowboarder
- 27 - Park Gyu-young, Zuid-Koreaans actrice
- 28 - Harry Kane, Engels voetballer
- 28 - Cher Lloyd, Brits zangeres en rapper
- 28 - Guillaume Mondron, Belgisch autocoureur
- 28 - Josh Prenot, Amerikaans zwemmer
- 30 - Naito Ehara, Japans zwemmer
- 30 - Alessandro Hämmerle, Oostenrijks snowboarder
- 30 - Ilse Paulis, Nederlands roeister

### Augustus
- 1 - Saleh Gomaa, Egyptisch voetballer
- 3 - Nicklas Pedersen, Deens wielrenner
- 3 - Fabian Sporkslede, Nederlands voetballer
- 4 - Saido Berahino, Engels-Burundees voetballer
- 5 - Lorenzo Sommariva, Italiaans snowboarder
- 6 - Amin Younes, Duits voetballer
- 7 - P.J. Jacobsen, Amerikaans motorcoureur
- 9 - Egor Baburin, Russisch voetballer
- 10 - Sondre Turvoll Fossli, Noors langlaufer
- 11 - Gita Gutawa, Indonesisch zangeres
- 11 - Alyson Stoner, Amerikaans actrice en kindster
- 12 - Martin Nörl, Duits snowboarder
- 13 - Kevin Cordes, Amerikaans zwemmer
- 13 - Jonas Folger, Duits motorcoureur
- 13 - Bruno Prent, Nederlands acteur
- 13 - Eline de Ruig, Nederlands entertainmentdeskundige
- 13 - Nikki Snel, Belgisch gymnaste
- 14 - Aleksander Bosak, Pools autocoureur
- 14 - Edwin Kiptoo, Keniaans atleet
- 16 - Evan Van Moerkerke, Canadees zwemmer
- 16 - Victoria Swarovski, Oostenrijks zangeres en presentatrice
- 17 - Sarah Sjöström, Zweeds zwemster
- 17 - Xie Zhenye, Chinees atleet
- 19 - Dalton Kellett, Canadees autocoureur
- 20 - Adrián Ortolá, Spaans voetballer
- 20 - Håvard Solås Taugbøl, Noors langlaufer
- 21 - Millie Bright, Engels voetbalster
- 21 - Adam Hunt, Engels darter
- 22 - Laura Dahlmeier, Duits biatlete (overleden 2025)
- 22 - Florencia Habif, Argentijns hockeyster
- 22 - Amanda Reason, Canadees zwemster
- 23 - Sebastián Cristóforo, Uruguayaans voetballer
- 23 - Lenin Preciado, Ecuadoraans judoka
- 24 - Coen Maertzdorf, Nederlands voetballer
- 24 - Bo Ummels, Nederlands atlete
- 25 - Zhi Cong Li, Chinees autocoureur
- 27 - Jolien Boumkwo, Belgisch atlete
- 27 - Jacob Gagne, Amerikaans motorcoureur
- 27 - Alessio Picariello, Belgisch autocoureur
- 28 - Li Yunqi, Chinees zwemmer
- 29 - Lucas Cruikshank, Amerikaans acteur
- 29 - Liam Payne, Brits singer-songwriter (overleden 2024)
- 30 - Eri Tosaka, Japans worstelaar
- 31 - Sydney Blomquist, Amerikaans voetbalster
- 31 - Seppe Kil, Belgisch voetballer
- 31 - Enrico Lacruz, Nederlandse bokser
- 31 - Pablo Marí, Spaans voetballer

### September
- 1 - Irene van Lieshout, Nederlands atlete
- 1 - Silje Norendal, Noors snowboardster
- 1 - Skye Townsend, Amerikaans actrice en zangeres
- 1 - William Troost-Ekong, Nederlands-Nigeriaans voetballer
- 2 - Jaime Arrascaita, Boliviaans voetballer
- 3 - Dominic Thiem, Oostenrijks tennisser
- 4 - Yannick Ferreira Carrasco, Belgisch voetballer
- 6 - Mac Styslinger, Amerikaans tennisser
- 6 - Jack Haig, Australisch wielrenner
- 7 - Jorn Brondeel, Belgisch voetballer
- 7 - Kevin Stewart, Engels voetballer
- 8 - Philipp Heigl, Oostenrijks veldrijder
- 8 - Piotr Parzyszek, Pools-Nederlands voetballer
- 9 - Sharon van Rouwendaal, Nederlands zwemster
- 9 - Tessa Wallace, Australisch zwemster
- 10 - Tshering Dorji, Bhutaans voetballer
- 10 - Ricarda Haaser, Oostenrijks alpineskiester
- 10 - Sam Kerr, Australisch voetbalster
- 10 - Ruggero Pasquarelli, Italiaans acteur, zanger, danser en presentator
- 11 - Birhane Dibaba, Ethiopisch atlete
- 12 - Nikos Marinakis, Grieks voetballer
- 13 - Damiano Cima, Italiaans wielrenner
- 13 - Niall Horan, Ierse singer-songwriter, voormalig lid van One Direction
- 14 - Ashley Caldwell, Amerikaans freestyleskiester
- 14 - Laurens de Man, Nederlands pianist en organist
- 14 - Molly Manning Walker, Brits cameravrouw, scenarioschrijver en filmregisseur
- 14 - Valentina Venerucci, San Marinees wielrenster
- 15 - Nathan Pearson, Amerikaans acteur
- 16 - Ivan Boekin, Russisch kunstschaatser
- 16 - Sam Byram, Engels voetballer
- 16 - Jasmine Flury, Zwitsers alpineskiester
- 16 - Truls Engen Korsæth, Noors wielrenner
- 16 - Andrew Wilson, zwemmer
- 17 - Martijn Lakemeier, Nederlands acteur
- 17 - Alex Lynn, Brits autocoureur
- 17 - Jacob Pebley, Amerikaans zwemmer
- 17 - Yordy Reyna, Peruviaans voetballer
- 17 - Julie Van Gelder, Belgisch acrogymnaste
- 18 - Gabriel Appelt Pires, Braziliaans voetballer
- 18 - Sebastian Maier, Duits voetballer
- 19 - Keryn McMaster, Australisch zwemster
- 19 - Ramona Straub, Duits schansspringster
- 21 - Akani Simbine, Zuid-Afrikaans atleet
- 22 - Sara Landry, Amerikaans dj en muziekproducent
- 23 - Jayden Hadler, Australisch zwemmer
- 23 - Miloš Milanović, Servisch voetbalscheidsrechter
- 24 - Kevin Ceccon, Italiaans autocoureur
- 24 - Liu Shiying - Chinees atlete
- 25 - Arlind Ajeti, Zwitsers-Albanees voetballer
- 25 - Miguel Van Damme, Belgisch voetballer (overleden 2022)
- 26 - Cai Xuetong, Chinees snowboardster
- 27 - Peres Chepchirchir, Keniaans atlete
- 27 - Lisandro Magallán, Argentijns voetballer
- 27 - Mónica Puig, Puerto Ricaans tennisster
- 29 - Tim Dekker, Nederlands atleet
- 29 - Spencer Pigot, Amerikaans autocoureur
- 29 - Maren Skjøld, Noors alpineskiester
- 30 - Claire Bender, Nederlands actrice
- 30 - Djaga Djaga, Nederlands rapper en crimineel

### Oktober
- 1 - Jade Olieberg, Nederlands actrice
- 1 - Vera Peters, Canadese oncologe
- 2 - Pim Lammers, Nederlands (jeugdboeken)schrijver
- 2 - Aaro Vainio, Fins autocoureur
- 3 - Nils van 't Hoenderdaal, Nederlands baanwielrenner
- 4 - Louis Bostyn, Belgisch voetballer
- 4 - Aidan Mitchell, Amerikaans acteur
- 5 - Luciano Slagveer, Nederlands voetballer
- 6 - Adam Gemili, Brits atleet en voetballer
- 6 - Hayley Ladd, Welsh voetbalster
- 7 - Kimberley Bos, Nederlands skeletonster
- 7 - Nadine Hanssen, Nederlands voetbalster
- 8 - Liza van der Most, Nederlands voetbalster
- 8 - Kenneth Van Rooy, Belgisch wielrenner
- 9 - Chasan Chalmoerzajev, Russisch judoka
- 9 - Lauren Davis, Amerikaans tennisspeelster
- 9 - Robin Quaison, Zweeds voetballer
- 10 - Erik van Roekel, Nederlands radio-dj
- 11 - Mark Diemers, Nederlands voetballer
- 11 - Sean Murray, Iers voetballer
- 12 - Pipo Derani, Braziliaans autocoureur
- 12 -  Samuel Gigot, Frans voetballer
- 13 - Nobuharu Matsushita, Japans autocoureur

- 13 - Tiffany Trump, Amerikaans model en zangeres
- 14 - Moeman, Nederlands rapper
- 15 - Ronnie Baker, Amerikaans atleet
- 15 - Marieke Ubachs, Nederlands voetbalster
- 15 - Caroline Garcia, Frans tennisster
- 20 - Mule Wasihun, Ethiopisch atleet
- 22 - Gaël Bigirimana, Burundees voetballer
- 22 - Sarah Moore, Brits autocoureur
- 24 - Nabil Jeffri, Maleisisch autocoureur
- 26 - Klaudia Medlová, Slowaaks snowboarder
- 27 - Karolína Erbanová, Tsjechisch schaatsster
- 28 - Espen Andersen, Noors noordsecombinatieskiër
- 28 - Nienke Brinkman, Nederlands marathonloopster en trailrunner
- 29 - Yves Berendse, Nederlands zanger
- 29 - India Eisley, Amerikaans actrice
- 29 - Lijpe (Abdel Achahbar), Nederlands rapper
- 30 - Pip Pellens, Nederlands actrice
- 31 - Tobias Kainz, Oostenrijks voetballer
- 31 - Rasmus Windingstad, Noors alpineskiër

### November
- 1 - Marko Bakić, Montegrijns voetballer
- 6 - Thalita de Jong, Nederlands  wielrenster en veldrijdster
- 6 - Pien Keulstra, Nederlands schaatsster
- 6 - Jeangu Macrooy, Surinaams-Nederlands singer-songwriter
- 6 - Isaac Viñales, Spaans motorcoureur
- 7 - Jürgen Locadia, Nederlands voetballer
- 8 - Kevin Giovesi, Italiaans autocoureur
- 8 - Santeri Paloniemi, Fins alpineskiër
- 10 - Marlies Wagendorp, Nederlands volleybalster
- 11 - Giovanni Hiwat, Nederlands voetballer
- 11 - Jamaal Lascelles, Engels voetballer
- 11 - Vicky Piria, Italiaans autocoureur
- 12 - James Wilby, Brits zwemmer
- 13 - Julia Michaels, Amerikaans zangeres
- 13 - Maud Welzen, Nederlands model
- 14 - Samuel Umtiti, Frans voetballer
- 15 - Grant Ferguson, Schots wielrenner
- 15 - Daniel Traxler, Oostenrijks freestyleskiër
- 18 - Maximiliane Rall, Duits voetbalster
- 19 - Kelly Zeeman, Nederlands voetbalster
- 20 - Yonel Govindin, Frans zwemmer
- 20 - Sanjin Prcić, Bosnisch voetballer
- 22 - Thomas Dreßen, Duits alpineskiër
- 25 - Danny Kent, Brits motorcoureur
- 25 - Steve Lennon, Iers darter
- 26 - Elizabeth Pelton, Amerikaans zwemster
- 26 - Mikkel Redder, Deens voetbalscheidsrechter
- 29 - Dion Cooper, Nederlands singer-songwriter
- 30 - Tom Blomqvist, Brits-Zweeds autocoureur
- 30 - Tim Leibold, Duits voetballer

### December
- 2 - Koen Bouwman, Nederlands wielrenner
- 2 - Cecilia Salvai, Italiaans voetbalster
- 4 - Reruhi Shimizu, Japans schansspringer
- 5 - Michelle Gisin, Zwitsers alpineskiester
- 7 - Natalie Hinds, Amerikaans zwemster
- 8 - Mack Darragh, Canadees zwemmer
- 8 - Joyciline Jepkosgei, Keniaans atlete
- 8 - AnnaSophia Robb, Amerikaans actrice
- 9 - Hazel Brugger, Duits-Zwitsers presentatrice
- 9 - Mark McMorris, Canadees snowboarder
- 9 - Laura Smulders, Nederlands BMX'er
- 14 - Antonio Giovinazzi, Italiaans autocoureur
- 15 - Rachel Bootsma, Amerikaans zwemster
- 15 - Marvin Bracy, Amerikaans atleet
- 15 - Solomon Commey, Belgisch atleet
- 16 - Jyoti Amge, Indiaas persoon
- 16 - Thiago Braz da Silva, Braziliaans atleet
- 16 - Lisa Hauser, Oostenrijks biatlete
- 16 - Kareena Lee, Australisch zwemster
- 17 - Kenny Saief, Israëlisch voetballer
- 17 - Ryu Seung-woo, Zuid-Koreaans voetballer
- 19 - Stephanie Venier, Oostenrijks alpineskiester
- 21 - Romain Détraz, Zwitsers freestyleskiër
- 21 - Michelle Gatting, Deens autocoureur
- 21 - Pascal Tan, Nederlands skater, acteur, presentator en kunstenaar
- 22 - William Pottker, Braziliaanse voetballer
- 24 - Yuya Kubo, Japans voetballer
- 25 - Stéphane Kox, Nederlands autocoureur en televisiepresentatrice
- 26 - Espen Bjørnstad, Noors noordse combinatieskiër
- 27 - Naser Aliji, Albanees voetballer
- 27 - Uèle Lamore, Frans dirigent
- 28 - Yvon Beliën, Nederlands volleybalster
- 28 - Bonnie Brandon, Amerikaans zwemster
- 28 - Wyomi Masela, Nederlands turnster
- 28 - Connor Weil, Amerikaans acteur
- 31 - Mattijs Branderhorst, Nederlands voetballer

### Datum onbekend
- Sifan Hassan, Nederlands atlete
- Lauwtje, Nederlands rapper
- Pitou, Nederlands singer-songwriter
- Boudy Verleye, Belgisch rapper bekend onder pseudoniem Brihang

## Weerextremen in België
- 11 januari: Neerslaghoeveelheid in 24 uur: 95 mm in Libramont.
- 13 januari: Maximumtemperatuur tot 16,3°C in Wasmuel (Quaregnon).
- 20 januari: Warmste januari-decade van de eeuw: de gemiddelde temperatuur: 8,5°C.
- maart: Maart met laagst aantal neerslagdagen: 3 (normaal 18).
- maart: Maart met laagste neerslagtotaal: 4,2 mm (normaal 53,6 mm).
- 28 april: Maximumtemperatuur extreem: 24,2°C in Elsenborn (Bütgenbach).
- 30 april: Warmste april-decade met een gemiddelde temperatuur van 17,5°C.
- 25 juni: Ondanks de zomer vriest het bijna in Elsenborn (Bütgenbach): minimumtemperatuur 0,2°C.
- 24 juli: Onweer in de streek van Moeskroen, met hagelbuien die een dode kosten.
- 9 oktober: Tornado veroorzaakt schade in de streek van Ciney.
- 21 oktober: Tornado over Riemst, nabij Tongeren.
- 21 november: Er begint een koudegolf in België. Maximumtemperatuur overal negatief.
- 30 november: Koudste november-decade met zes ijsdagen: gemiddelde temperatuur –1,8°C.
- 30 november: Sneeuwbuien en ijzel verstoren ernstig het verkeer in het centrum van het land.
- 9 december: Storm met maximale windstoten tot 130 km/h in Oostende.
- 26 december: Meest catastrofale overstromingen uit recente geschiedenis. Neerslaghoeveelheden tot 437 mm in Dohan (Bouillon).

Bron: KMI Gegevens Ukkel 1901-2003 met aanvullingen 